# Makoto Kobayashi (Physiker)

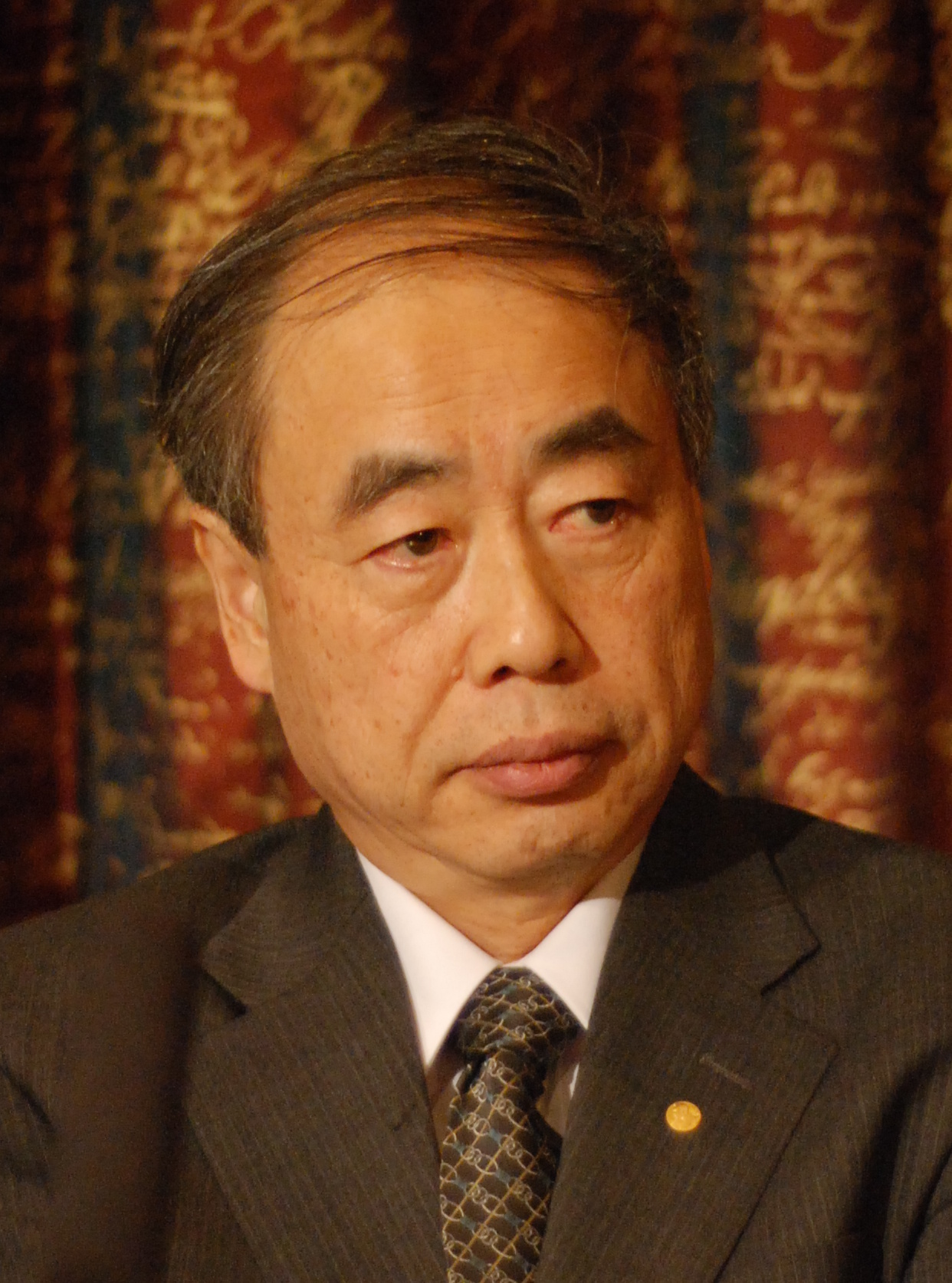
Makoto Kobayashi bei einer Pressekonferenz der Königlich Schwedischen Akademie der Wissenschaften 2008

Makoto Kobayashi (japanisch 小林 誠, Kobayashi Makoto; * 7. April 1944 in Nagoya) ist ein japanischer Physiker, der für seine Arbeiten auf dem Gebiet der CP-Verletzung bekannt ist. Er erhielt den Nobelpreis für Physik im Jahre 2008.
Makoto Kobayashi wurde im Zweiten Weltkrieg mit seiner Familie in Nagoya ausgebombt. Er wuchs dann im Haus der Familie seiner Mutter auf, zusammen mit seinem Cousin Toshiki Kaifu, später Premierminister von Japan. Kobayashi studierte an der Universität Nagoya mit dem Abschluss 1967 und der Promotion 1972 und arbeitete dann an der Universität Kyōto. Er gehörte zur Schule von Sakata Shōichi, ohne dessen direkter Schüler zu sein (bei Sakatas Tod war er noch Student). 1979 wurde er Assistenzprofessor am Nationalen Labor für Hochenergiephysik und 1989 wurde er dort Leiter der Abteilung II. 1997 wurde er Professor am Institut für Teilchen- und Kernphysik am KEK in Tsukuba und Leiter der Physikabteilung II und 2003 wurde er Direktor des Instituts. 2006 wurde er emeritiert.
Sein berühmter Artikel CP Violation in the Renormalizable Theory of Weak Interaction, den er 1973 zusammen mit Toshihide Masukawa veröffentlichte, ist der am vierthäufigsten zitierte Artikel auf INSPIRE-HEP (Stand 2017). Das Resultat dieser Arbeit ist die CKM-Matrix (Cabibbo-Kobayashi-Maskawa-Matrix), welche die Mischungsparameter der Quarks bestimmt. Es war von ähnlichen Modellen der Sakata-Schule beeinflusst. Der CKM-Ansatz postulierte die Existenz einer dritten Generation von Quarks, welche vier Jahre später mit dem Nachweis des Bottom-Quarks bestätigt wurde. Außerdem wurde über sie die schon früher entdeckte CP-Verletzung in das Standardmodell eingebaut.
1985 wurde er mit dem Sakurai-Preis ausgezeichnet und 2007 mit dem High Energy and Particle Physics Prize der EPS. 1979 erhielt er den Nishina-Preis und 1995 den Asahi-Preis. Er ist „Diamond Fellow“ am Institute for Nuclear and Particle Studies (INPS) des KEK. 2001 wurde er zur Person mit besonderen kulturellen Verdiensten ernannt.
2008 erhielt er gemeinsam mit Toshihide Masukawa und Yōichirō Nambu den Nobelpreis für Physik. Im gleichen Jahr erhielt er auch den japanischen Kulturorden.
Kobayashi ist mit Emiko Kobayashi verheiratet und hat zwei Kinder, Yuka und Junichiro Kobayashi.